# 秋間みのりが丘
秋間みのりが丘（あきまみのりがおか）は、群馬県安中市の地名。郵便番号は379-0109。面積は0.58km2(2010年現在)。

## 地理
安中榛名駅の南側に広がっており、びゅうヴェルジェ安中榛名などとして住宅街として整備が進められている。

## 歴史
- 1999年11月 宅地造成工事が開始される。
- 2003年10月 びゅうヴェルジェ安中榛名の分譲販売が開始される。
- 2016年6月末 びゅうヴェルジェ安中榛名の全区画が完売する。

## 世帯数と人口
2017年（平成29年）7月31日現在の世帯数と人口は以下の通りである。
| 大字           | 世帯数  | 人口  |
| -------------- | ------- | ----- |
| 秋間みのりが丘 | 303世帯 | 716人 |

## 教育
市立小・中学校に通う場合、学区は以下の通りとなる。
| 番地 | 小学校             | 中学校             |
| ---- | ------------------ | ------------------ |
| 全域 | 安中市立秋間小学校 | 安中市立第一中学校 |

## 交通

### 鉄道
同町にはないが北にJR東日本北陸新幹線安中榛名駅がある。

### 道路
国道は通っておらず、県道は群馬県道48号下仁田安中倉渕線が通っている。

## 施設
- びゅうヴェルジェ安中榛名
- みのりが丘パノラマパーク
- みのりが丘集会所

## 避難所
指定緊急避難場所
- みのりが丘集会所[6]
- パノラマパーク (山地災害危険地区にあり、土砂災害時の避難には注意が必要とされている。)

指定避難所
- 秋間小学校体育館[7]